# Dél-amerikai Közös Piac

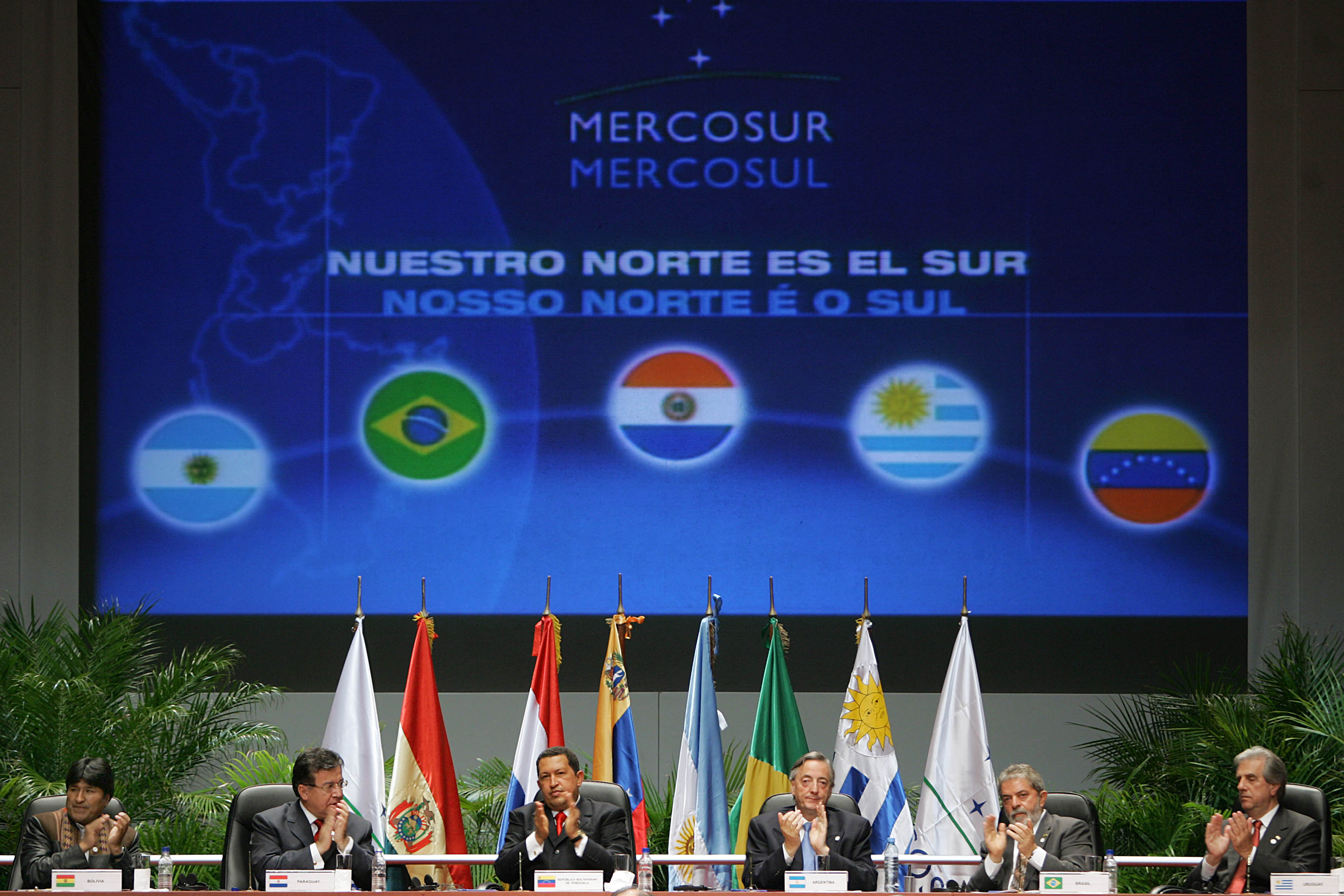
Dél–amerikai Közös Piac 2005

A Dél-amerikai Közös Piac (spanyolul: Mercado Común del Sur, röviden Mercosur, portugálul: Mercado Comum do Sul, guaraniul Nemby Nemuha) egy nemzetközi kereskedelmi szervezet Dél-Amerikában.
A Brazília és Argentína között 1986-ban megkötött kereskedelmi szerződés Uruguay és Paraguay csatlakozásával nemzetközi szervezetté fejlődött, melynek célja a tagországok közötti kereskedelmi akadályok lebontása és az egységes vámtarifa kialakítása. Venezuela 2006. június 17-én lett tagja a szervezetnek, de 2016 decemberében felfüggesztették.
A szervezet hivatalos nyelve a portugál, a guarani, és a spanyol.

## Tagok
A következő országok a szervezet teljes jogú tagjai vagy társult tagok vagy megfigyelők.

### Teljes jogú tagok
- Argentína
- Brazília
- Paraguay
- Uruguay

#### Felfüggesztve
- Venezuela[3](Felfüggesztett 2016 decembere óta)

| Ország    | Népesség (2016) | Népsűrűség fő/km² | Terület km² | Nyelv                        |
| --------- | --------------- | ----------------- | ----------- | ---------------------------- |
| Brazília  | 208.4 millió    | 23.1              | 8,515,767   | Portugál nyelv               |
| Argentína | 43.8 millió     | 14.9              | 2,780,400   | Spanyol nyelv                |
| Venezuela | 31.6 millió     | 33.7              | 916,445     | Spanyol nyelv                |
| Paraguay  | 6.7 millió      | 16.46             | 406 752     | Guarani nyelv, Spanyol nyelv |
| Uruguay   | 3.4 millió      | 24                | 176,215     | Spanyol nyelv                |
| Összesen  | 293.2 millió    | ---               | 13,771,194  | Spanyol, Portugál, Guarani   |

| ország    | GDP (nominális) 2011, (millió USD ) | GDP (nominális) per fő | GDP (PPP) 2011, (millió USD) | GDP (PPP) per fő |
| --------- | ----------------------------------- | ---------------------- | ---------------------------- | ---------------- |
| Argentína | 611 726                             | 13 428                 | 951 001                      | 22 302           |
| Brazília  | 2 492 908                           | 12 789                 | 2 294 203                    | 11 769           |
| Paraguay  | 21 236                              | 3 252                  | 35 346                       | 5 413            |
| Uruguay   | 46 872                              | 13 914                 | 50 908                       | 15 113           |

### Társult tagok
- Bolívia (Fejlődésben, 2015. július 17 óta)
- Chile
- Kolumbia
- Ecuador
- Peru

### Megfigyelők
- Mexikó
- Új-Zéland

## Az EU-Mercosur megállapodás
A Mercosur és az Európai Unió 2019. június 28-án jutott politikai megegyezésre egy átfogó kereskedelmi megállapodásról, húsz éves tárgyalások után. A hír tiltakozásokat és tüntetések váltott ki az európai élelmiszertermelők köreiben.

## Fordítás
- Ez a szócikk részben vagy egészben  a   Mercosur című angol Wikipédia-szócikk fordításán alapul.  Az eredeti cikk szerkesztőit annak laptörténete sorolja fel. Ez a jelzés csupán a megfogalmazás eredetét és a szerzői jogokat jelzi, nem szolgál a cikkben szereplő információk forrásmegjelöléseként.